# Byliński
Byliński (Łabędź Odmienny III) – polski herb szlachecki z nobilitacji, odmiana herbu Łabędź.

## Opis herbu
W polu czerwonym łabędź kroczący srebrny.
W klejnocie, bez korony łabędź jak w godle, po którego prawej stronie miecz na opak.

## Najwcześniejsze wzmianki
Nadany Adamowi Bylińskiemu z Litwy, 18 listopada 1567.

## Herbowni
Byliński.